# XIIIe corps (armée de l'Union)
Le XIIIe corps est un corps d'armée de l'armée de l'Union pendant la guerre de Sécession. Il est d'abord dirigé par Ulysses S. Grant et plus tard par John A. McClernand et Edward O. C. Ord. Il sert sur le théâtre occidental de la guerre de Sécession, sur le théâtre du trans-Mississippi et le long du golfe du Mexique.

## Historique du corps

### Création
Le XIIIe corps d'armée, avec le XIVe corps, sont tous les deux créés le 24 octobre 1862, avec la parution de l'ordre Général N° 168. Ces deux corps sont les premiers corps créés sur le théâtre occidental. Alors que le XIVe corps constitué de toutes les forces sous le commandement de William S. Rosecrans, de même le XIIIe corps constitue toutes les forces sous les ordres de Ulysses S. Grant.
En raison de l'immense taille du corps et du fait qu'il est pratiquement synonyme d'armée du Tennessee, Grant choisit de diviser le corps en ailes droite, gauche et du centre. En décembre 1862, il est officiellement divisé en XIIIe corps, XVe corps, XVIe corps et XVIIe corps. Grant reste au commandement de l'armée du Tennessee et John A. McClernand assume le commandement du XIIIe corps. Avant que l'ordre officiel ne soit paru parmi tous les commandants d'aile, William T. Sherman, commandant de l'aile droite, embarque pour une expédition contre Vicksburg. L'aile de Sherman du XIIIe corps combat lors de la bataille de Chickasaw Bayou du 26-29 décembre. Bien que la date officielle à laquelle l'aile droite est désignée comme le XVe corps est le 22 décembre, la plupart des rapports concernant la bataille à Chickasaw Bluffs fait référence aux forces de l'Union comme le XIIIe corps. Peu importe la désignation, c'est la première fois qu'autant de troupes se retrouvent sous le feu.

### Arkansas Post
L'expédition contre le Fort Hindman de John A. McClernand à Arkansas Post s'ajoute à la crise d'identité du XIIIe corps dans ses premières années. McClernand reçoit le XIIIe corps et Sherman le XVe corps (désignation alors officielle). McClernand appelle ces forces l'armée du Mississippi et renomme le XIIIe corps « Ier corps » et le XVe corps « IIe corps ». McClernand commande l'armée et place le général George W. Morgan au commandement du Ier corps (ex XIIIe corps). Les divisions de Andrew J. Smith et de Peter J. Osterhaus participent à la bataille. Seule la brigade de Stephen Burbridge de la division de Smith subit de lourds combats.

### Vicksburg
Avec l'imminence de la campagne contre Vicksburg, Grant prend le commandement de l'opération. McClernand retourne au commandement d'un corps et l'armée du Mississippi est fusionnée avec l'armée du Tennessee et le XIIIe corps prend son appellation officielle. Alors que la campagne de Vicksburg débute, le XIIIe corps est composé des 9e, 10e, 11e, 12e, 13e et 14e divisions commandées respectivement par Osterhaus, A. J. Smith, Alvin P. Hovey, Leonard F. Ross et Eugene A. Carr. La division de Ross est stationnée en Arkansas pendant toute la campagne et ne participe pas aux engagements avec le reste du corps. En juillet, cette division (alors commandée par Frederic Salomon) combat à la bataille d'Helena au sein du district de l'est de l'Arkansas, sous les ordres de Benjamin M. Prentiss.
La bataille de Port Gibson est livrée par le XIIIe corps, avec l'aide d'une partie du XVIIe corps. McClernand n'apporte pas la totalité de la force du corps pour soutenir la bataille de Champion Hill, mais la division d'Hovey mène l'attaque sur la droite confédérée. Immédiatement à la suite de la victoire de Champion Hill, la bataille de Big Black River Bridge est de nouveau livrée exclusivement par le XIIIe corps, la division de Carr subissant le poids du combat.
Lorsque Grant débute les opérations de siège, le XIIIe corps prend position sur la gauche de l'Union. Au cours des assauts sur Vicksburg, le XIIIe corps perd près de 1 500 soldats.
McClernand est une épine dans le pied depuis longtemps aux côtés de Grant, et le 19 juin, Grant trouve une occasion pour lui enlever son commandement. Il est remplacé par Edward O. C. Ord, un ami de Grant qui vient juste de récupérer d'une blessure subie en 1862. Ord mène le corps pendant le rende du siège. Après la chute de Vicksburg, William T. Sherman mène une expédition de retour à Jackson, Mississippi pour chasser les confédérés hors de ville qui se sont rassemblés là. Sherman prend avec lui le XIIIe corps et lui adjoint la division de Jacob G. Lauman à partir du XVIe corps. Le général Carr, qui a temporairement quitté l'armée en raison d'une maladie, est remplacé au commandement de la division par William P. Benton.

### Texas et Louisiane
Après la chute de Jackson, le corps retourne à Vicksburg, puis est transféré dans le département du Golfe. Le district de l'Est de l'Arkansas est détaché du corps ; A.J. Smith est réaffecté pour commander un poste dans le Tennessee ; Osterhaus est réaffecté au commandement d'une division dans le XVe corps ; Hovey prend un congé de l'armée en raison de la mort de sa femme ; deux de ces divisions sur le terrain sont regroupées sous le commandement de Cadwallader C. Washburn, et la division du général Herron y est attachée.
Le général Banks utilise le XIIIe corps pour effectuer sa campagne côtière contre le Texas au cours de l'automne de 1863, capturant Brownsville.
En février 1864, le quartier général du corps est dans le Texas et le général McClernand reprend son commandement.

### Red River
Les 1re et 2de divisions restent au Texas, mais Nathaniel P. Banks prend avec lui les 3e et 4e divisions au cours de la campagne de la Red River. Au cours de la première partie de la campagne, le corps d'armée est commandé par Thomas E. G. Ransom, la 3e division par le général Robert A. Cameron et la 4e division par le colonel William J. Landram. Le corps combat à la bataille de Mansfield. Ransom est blessé à Mansfield et est remplacé au commandement du corps d'armée par le général Cameron. Quelques semaines plus tard, Michael K. Lawler de la 1re division au Texas devient le commandant officiel du corps. Le général McClernand toutefois prend le commandement direct de deux divisions combattant en Louisiane, sous les ordres de Banks. McClernand est relevé de son commandement pour des raisons de santé et Lawler commande lui-même ce détachement. Peu de temps après, William P. Benton est affecté au commandement du corps, mais Lawler reste à la tête du détachement en Louisiane. Lawler mène le détachement du XIIIe corps à la bataille de Mansura.

### Mobile
Le corps est dissous le 11 juin 1864. Le 18 février 1865, il est réorganisé sous le commandement de Gordon Granger avec trois divisions, commandées respectivement par James C. Veatch, Christopher C. Andrews et William P. Benton. Cette nouvelle forme du XIIIe corps combat lors de la bataille de Fort Blakely qui aboutit à la chute de la ville de Mobile, en Alabama. Le corps est dissous pour la dernière fois le 20 juillet 1865.
Les hommes du XIIIe corps n'ont jamais eu un insigne de corps officiel et, par conséquent, n'ont jamais porté d'insigne pendant la guerre.

## Sources
- www.civilwararchive.com